# Lasioglossum rufitarsum
Lasioglossum rufitarsum là một loài Hymenoptera trong họ Halictidae. Loài này được Rayment mô tả khoa học năm 1929.